# كونتس
كتز (بالألمانية: Konz) هي بلدة ألمانية تقع في ألمانيا في راينلند بالاتينات.  يقدر عدد سكانها بـ 17,565 نسمة .